# Zvartnots
Pour les articles homonymes, voir Zvartnots (homonymie).
Zvartnots ou Zvarnotz (en arménien : Զվարթնոց) est une banlieue d'Erevan, la capitale de l'Arménie. 
Il s'y trouve un des plus importants sites archéologiques du pays, inscrit depuis 2000 sur la liste du patrimoine mondial de l'UNESCO avec la cathédrale et les églises d'Etchmiadzin.
Le terrain est en partie occupé par l'Aéroport international de Zvartnots.

## Histoire
Signifiant « la force vigilante », la cathédrale du lieu a été construite de 642 à 662, sur l'initiative de Nersès III dit « le Bâtisseur », le catholicos de l'époque, en plan de tétraconque (quatre conques) à galerie circulaire. Il y avait à l'origine un grand palais ; le bâtiment a cependant été détruit à cause d'un tremblement de terre au Xe siècle. La cathédrale possède un plan original car elle est de forme circulaire.
Le plan de l'église est d'ailleurs assez proche de l'église d'Apamée (Syrie), qui a pu lui servir de modèle.

## Littérature
Lors de son voyage en Arménie, le poète russe Ossip Mandelstam écrivit ces lignes à propos d'un cadran solaire : « ... je me trouvais au sein d'un peuple réputé pour son activité bouillonnante, et qui, cependant, ne vivait pas conformément à l'heure des gares et aux heures réglementaires, mais selon l'heure du soleil : heure que j'ai entrevue dans les ruines de Zvarnotz sous la forme d'une roue astronomique ou d'une rose inscrite dans une pierre. »

## Représentations
La cathédrale serait représentée sur deux bas-reliefs ornant l'entrée extérieure de la chapelle haute de la Sainte-Chapelle, à Paris. Ces bas-reliefs représentent l'histoire de l'Arche de Noé, et la cathédrale se détache en surplomb du bateau. 
Jean-Michel Thierry, qui réfute cette hypothèse diffusée dans des ouvrages de vulgarisation, fait remarquer que la forme de l'édifice représenté sur le bas-relief est extrêmement commune et qu'il serait étonnant qu'un monument écroulé depuis trois siècles ait pu en constituer le modèle.
Toutefois, Stépanos Taronetsi, historien Arménien du XIe siècle, écrit qu'en l'an 1000 le roi Gagik fit construire à Ani l'église Saint-Grégoire de Gagkashen sur le plan de Zvartnots. Cela montre la permanence de la mémoire d'une architecture considérée comme remarquable et nous rapproche de la date de la construction de la Sainte-Chapelle.

## Galerie

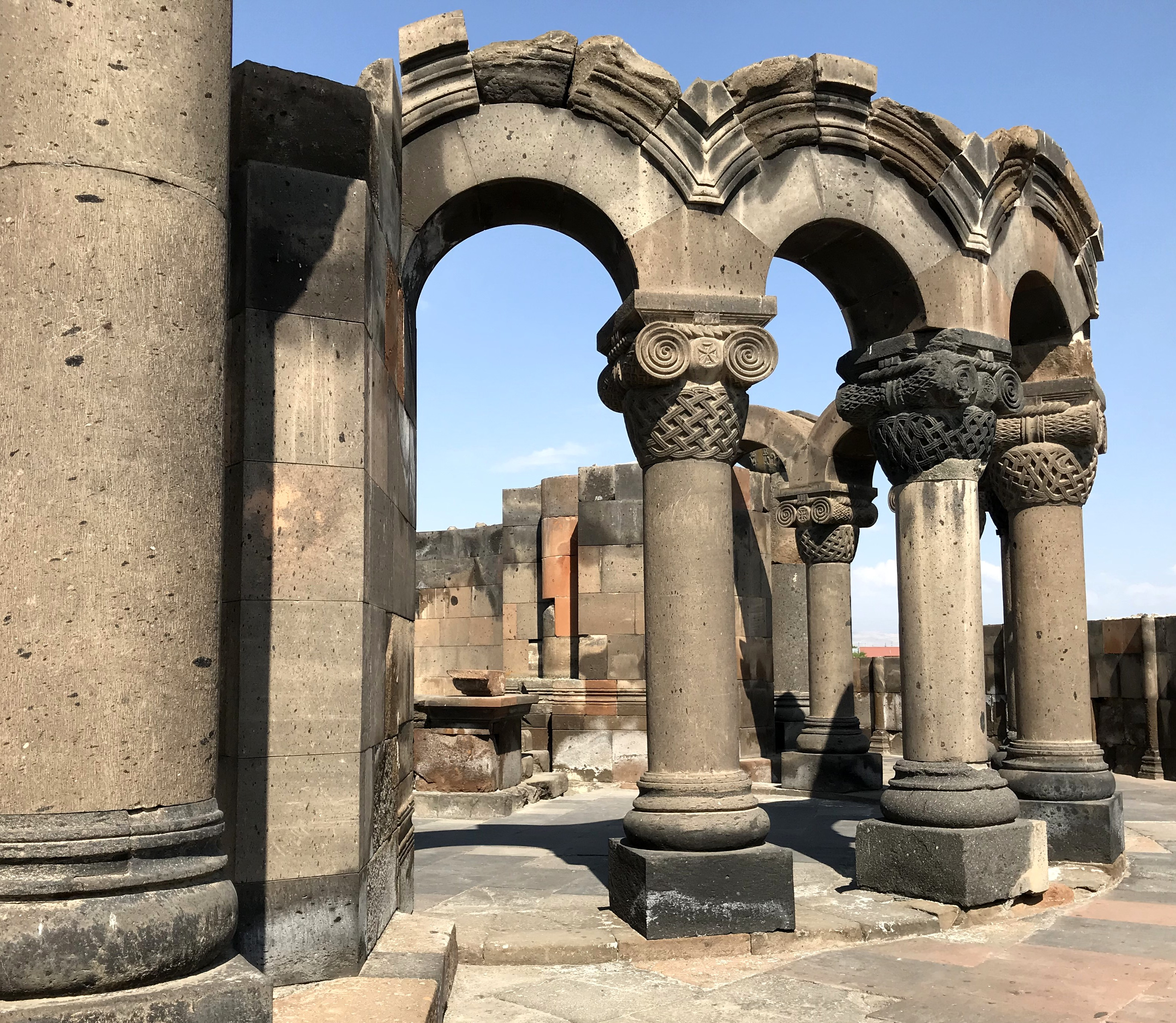
Ruines de la cathédrale.
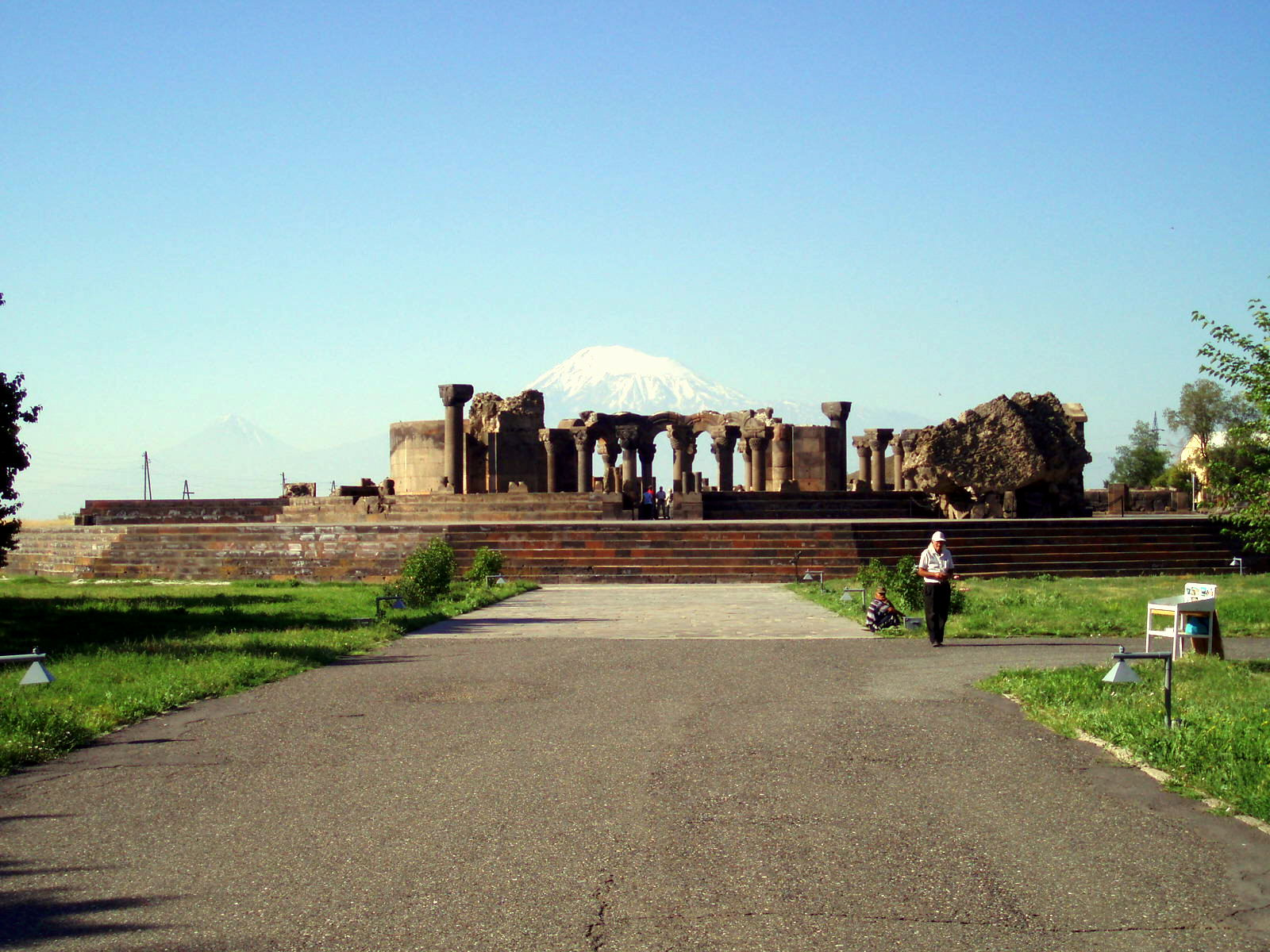
Vue d'ensemble.
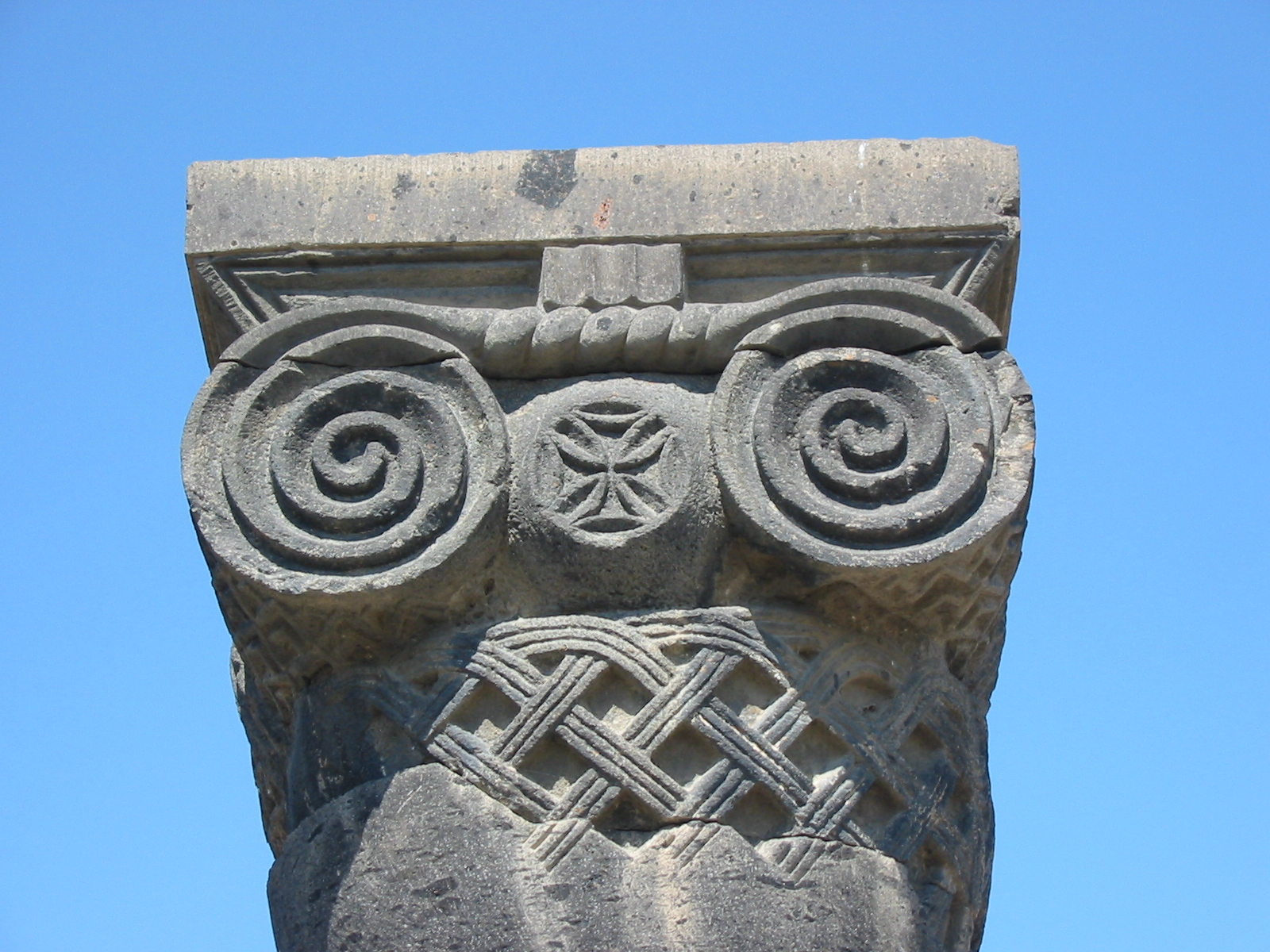
Chapiteau.
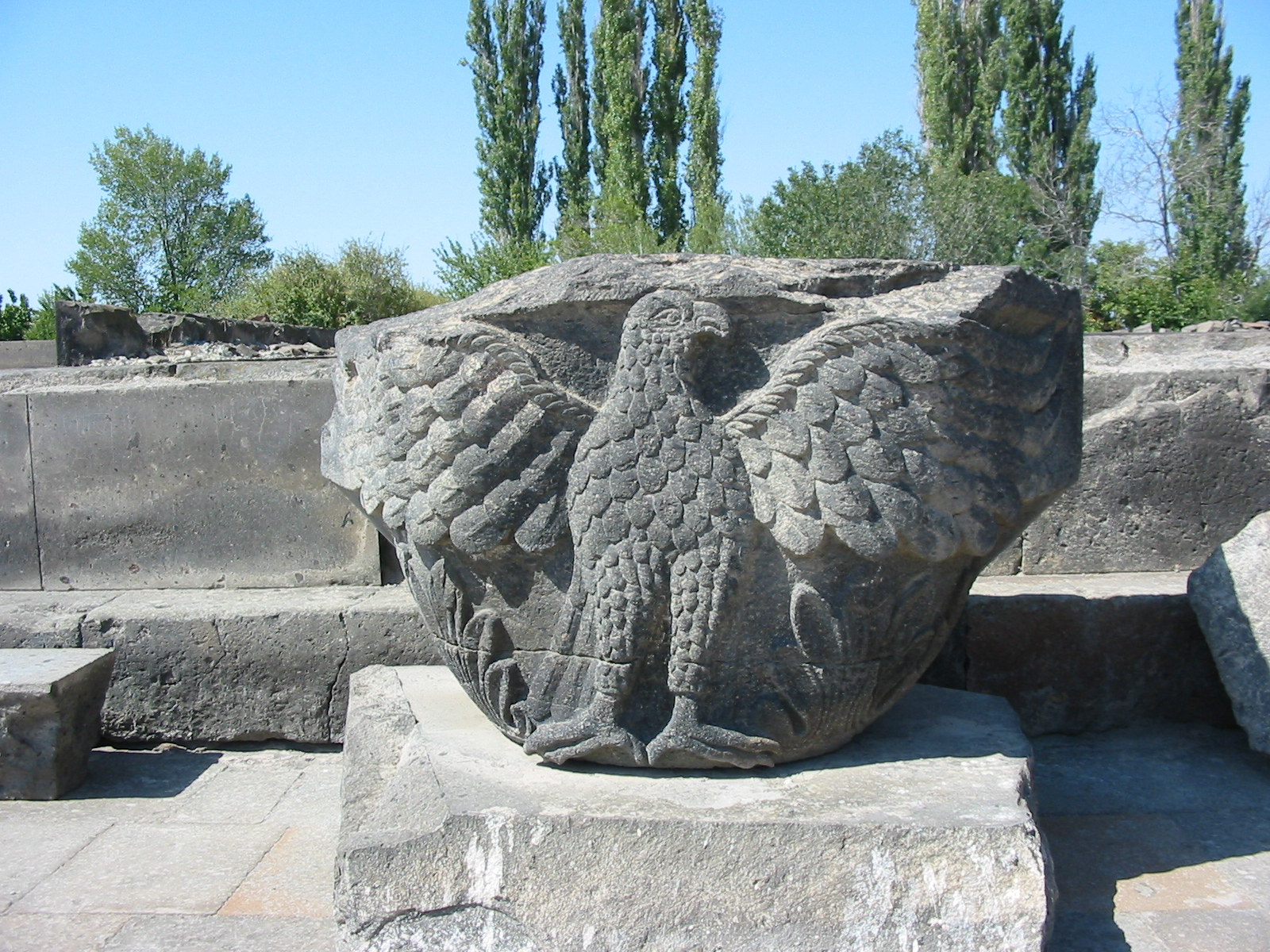
Chapiteau à l'aigle.
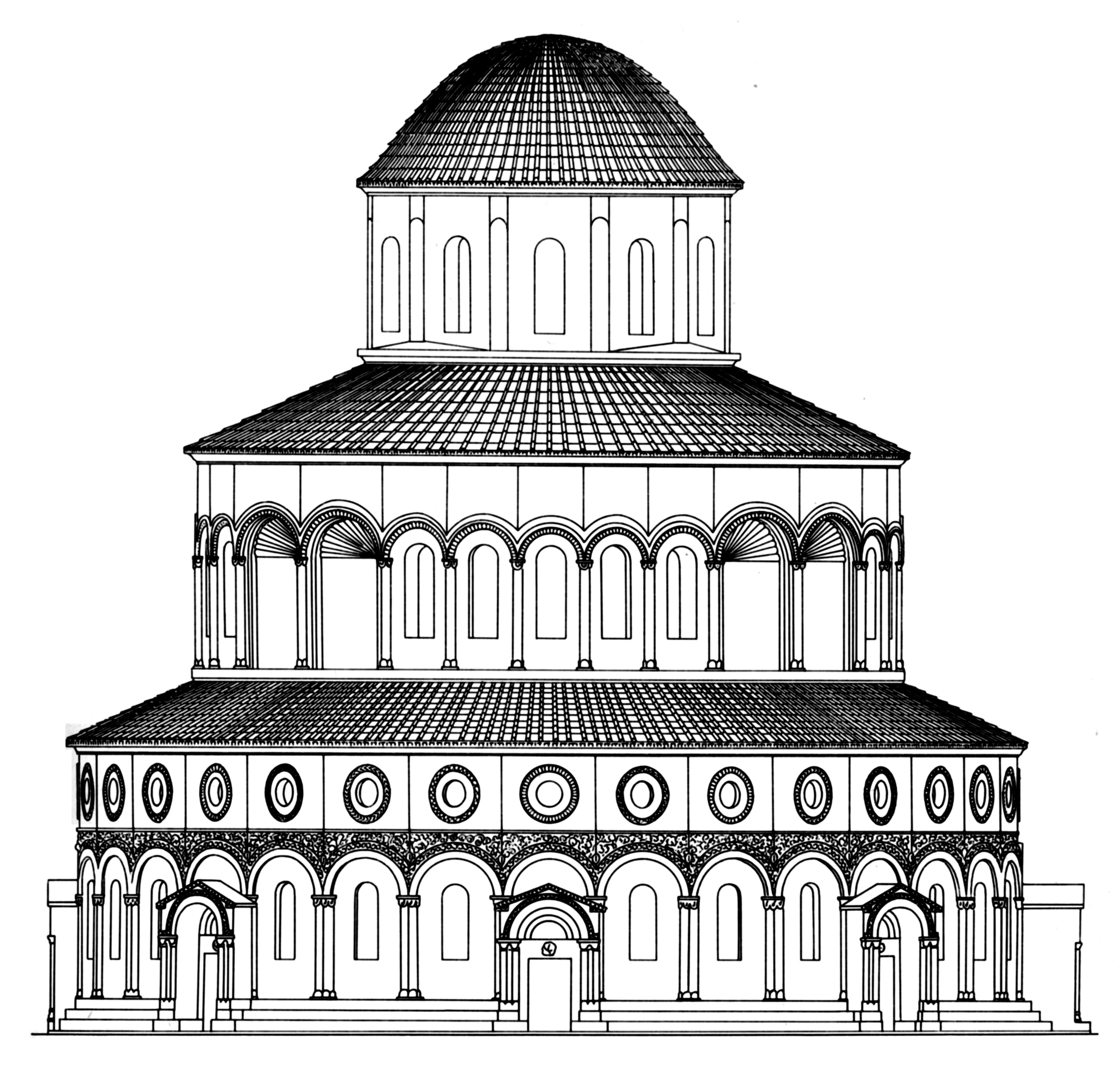
Reconstitution.
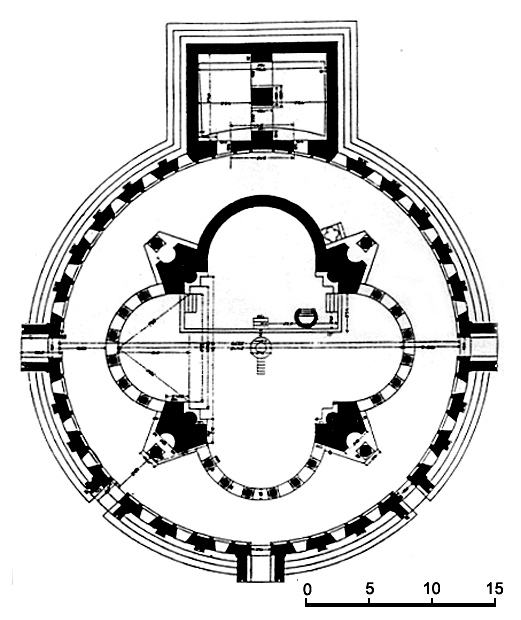
Plan architectural.